# Andro Bušlje

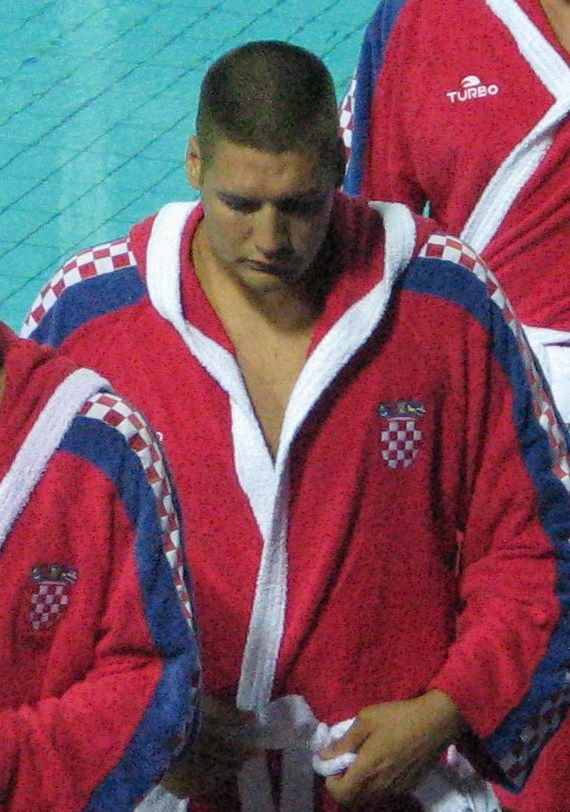
Andro Bušlje (2010)

Andro Bušlje (* 4. Januar 1986 in Dubrovnik) ist ein kroatischer Wasserballspieler. Er war mit der kroatischen Nationalmannschaft Olympiasieger 2012 und Olympiazweiter 2016. Bei Weltmeisterschaften gewann er 2007 und 2017, war 2015 Zweiter sowie 2009, 2011, 2013 und 2019 Dritter. Der Europameister von 2010 wurde 2018 Europameisterschaftsdritter.

## Sportliche Karriere
Auf Vereinsebene war Andro Bušlje seit Jugendtagen bis 2015 bei VK Jug Dubrovnik, mit dem er neun kroatische Meistertitel gewann. Danach war er in Italien und Griechenland aktiv.
Der 2,00 m große Center-Verteidiger war 15 Jahre Nationalspieler und wechselte sich auf seiner Position lange mit Damir Burić ab. Bei der Weltmeisterschaft 2007 in Melbourne bezwangen die Kroaten im Halbfinale die serbische Mannschaft und besiegten im Finale die Ungarn nach Verlängerung. Beim olympischen Turnier 2008 in Peking unterlagen die Kroaten im Viertelfinale der Mannschaft aus Montenegro und belegten in den Platzierungsspielen den sechsten Rang. Andro Bušlje erzielte im Turnierverlauf fünf Tore.
2009 bei der Weltmeisterschaft in Rom unterlagen die Kroaten im Halbfinale den Serben, im Spiel um den dritten Platz besiegten sie die Mannschaft aus den Vereinigten Staaten mit 8:6, wobei Bušlje in diesem Spiel ein Tor beisteuerte. Im Jahr darauf war Kroatien Gastgeber der Europameisterschaft 2010. Die kroatische Mannschaft bezwang im Halbfinale die spanische Mannschaft mit 10:9, im Finale siegte sie mit 7:3 gegen die Italiener. Bei der Weltmeisterschaft 2011 in Schanghai unterlagen die Kroaten im Halbfinale den Italienern mit 8:9. Das Spiel um den dritten Platz gewannen die Kroaten mit 12:11 gegen die Ungarn. 2012 gewannen die Kroaten alle fünf Spiele ihrer Vorrundengruppe bei den Olympischen Spielen in London. Nach einem 8:2 im Viertelfinale gegen das US-Team und einem 7:5 gegen Montenegro im Halbfinale trafen die Kroaten im Finale auf die italienische Mannschaft und gewannen mit 8:6. Andro Bušlje erzielte im Turnierverlauf drei Tore, davon eins im Halbfinale.
Ende Juni 2013 fanden die Mittelmeerspiele 2013 im türkischen Mersin statt, bei denen die kroatische Mannschaft gewann. Einen Monat später bei der Weltmeisterschaft in Barcelona unterlagen die Kroaten im Halbfinale der ungarischen Mannschaft. Das Spiel um den dritten Platz gewannen die Kroaten mit 10:8 gegen die Italiener. Andro Bušlje warf sein einziges Tor des Turniers im Viertelfinale gegen Australien. 2014 belegten die Kroaten den fünften Platz bei der Europameisterschaft in Budapest. Bei der Weltmeisterschaft 2015 in Kasan gewannen die Kroaten im Viertelfinale gegen Montenegro. Das Halbfinalspiel gegen die Griechen konnten die Kroaten erst im Penaltyschießen für sich entscheiden. Bušlje hatte zwei Treffer erzielt, beim Penaltyschießen war er nicht dabei. Im Finale unterlagen die Kroaten den Serben mit 4:11. Im Jahr darauf bei den Olympischen Spielen 2016 in Rio de Janeiro siegten die Kroaten im Viertelfinale über die Brasilianer und im Halbfinale über die Montenegriner. Im Finale spielten wieder die Serben gegen die Kroaten und die Serben gewannen 11:7. Bušlje hatte im Halbfinale vier Tore erzielt, im Finale gelang ihm kein Treffer.
2017 bei der Weltmeisterschaft in Budapest gewannen die Kroaten ihre Vorrundengruppe und bezwangen im Viertelfinale die Italiener. Nach einem 12:11-Sieg im Halbfinale gegen die Serben gewannen die Kroaten den Titel mit einem 8:6 gegen die Ungarn. Im Jahr darauf fand die Europameisterschaft in Barcelona statt. Nach einer Halbfinalniederlage gegen die Serben gewannen die Kroaten das Spiel um den dritten Platz gegen Italien mit 10:8. Mannschaftskapitän Andro Bušlje warf sowohl im Halbfinale als auch im Spiel um den dritten Platz jeweils zwei Tore. Bei der Weltmeisterschaft 2019 in Gwangju besiegten die Kroaten im Viertelfinale die deutsche Mannschaft und unterlagen im Halbfinale den Spaniern. Im Spiel um den dritten Platz schlugen sie die Ungarn mit 10:7. Andro Bušlje nahm bei den 2021 ausgetragenen Olympischen Spielen in Tokio zum vierten Mal an Olympischen Spielen teil. Nach einer Viertelfinalniederlage gegen die Ungarn erreichten die Kroaten den fünften Platz.